# Ilex arnhemensis
Ilex arnhemensis är en järneksväxtart. Ilex arnhemensis ingår i släktet järnekar, och familjen järneksväxter.

## Underarter
Arten delas in i följande underarter:
- I. a. arnhemensis
- I. a. ferdinandi